# Regenbogenboa
Die Regenbogenboa (Epicrates cenchria), auch Rote Regenbogenboa, ist eine Art der Schlankboas  (Epicrates), die in verschiedenen Unterarten in Mittelamerika und im nördlichen Südamerika verbreitet ist.

## Merkmale
Die Regenbogenboa kann bis zu 2,30 Meter lang werden, wobei Weibchen i. d. R. bis ca. zwei Meter wachsen können und Männchen deutlich kleiner bleiben mit etwa 1,60 Metern. Die Schlange ist kupferrot bis orange, im Alter dann bei vielen Unterarten zunehmend bräunlicher, gefärbt. Auf dem gesamten Körper befinden sich schwarze Kreise als Muster und über den Kopf zieht sich meistens ein kleiner schwarzer Strich. In der Häutung stehende Schlangen sind oft fast ganz weiß und die Musterung ist nur schwer zu erkennen. Der Körper ist von irisierenden Schuppen bedeckt, die bei Sonneneinstrahlung vor allem bei Jungtieren und frisch gehäuteten Individuen zu den namengebenden regenbogenartigen Reflexionsmustern führen.

## Lebensweise
Die Regenbogenboa ist ein Bewohner der tropischen Regenwälder. Als Jungtier ist sie öfter in Bäumen anzutreffen, jedoch sind adulte Tiere ausschließlich bodenbewohnend. Auch in felsigen, baumkargen Gebieten und auch in Kulturland kann sie angetroffen werden, wobei sie hier meist in der Nähe von Gewässern vorkommt.

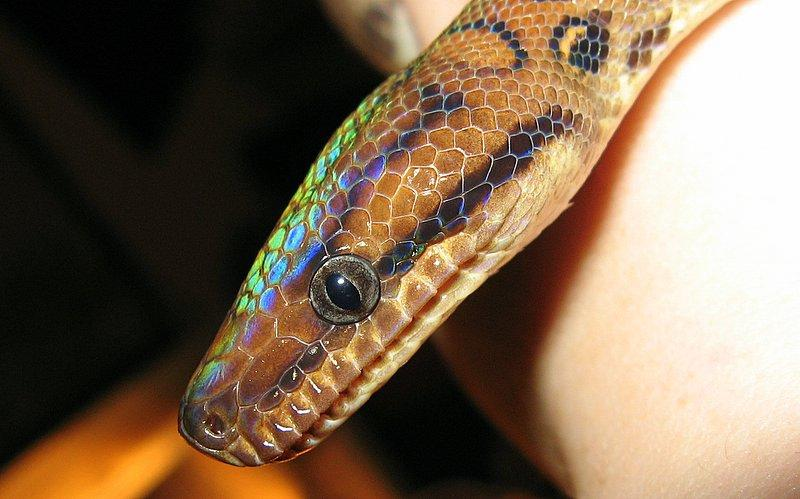
Rote Regenbogenboa (Epicrates cenchria cenchria)

## Unterarten
Für die Regenbogenboa werden zurzeit acht Unterarten anerkannt:
- Epicrates cenchria cenchria
- Epicrates cenchria alvarezi
- Epicrates cenchria assisi
- Epicrates cenchria barbouri
- Epicrates cenchria crassus
- Epicrates cenchria gaigei
- Epicrates cenchria hygrophilus
- Epicrates cenchria polylepis